# Тараново (Владимирская область)
Тараново — деревня в Гороховецком районе Владимирской области России, входит в состав Фоминского сельского поселения.

## География
Деревня расположена в 12 км на юго-запад от центра поселения села Фоминки и в 48 км на юго-запад от Гороховца.

## История
В окладных книгах Рязанской епархии 1678 года деревня входила в состав Замотринского прихода, в ней было 32 двора.
В XIX и первой четверти XX века деревня входила в состав Святской волости Гороховецкого уезда.
С 1929 года деревня являлась центром Тарановского сельсовета Фоминского района Горьковского края. С 1944 года — в составе Владимирской области, с 1954 года — в составе Святского сельсовета, с 1959 года — в составе Гороховецкого района, с 1977 года — в составе Фоминского сельсовета.

## Население
| 1859 | 1897 |
| ---- | ---- |
| 581  | 858  |

| 1859 | 1897 | 1905  | 1926 | 2002 | 2010 | 2021 |
| ---- | ---- | ----- | ---- | ---- | ---- | ---- |
| 581  | ↗858 | ↗1124 | ↘998 | ↘48  | ↘13  | ↘12  |